# معتمدية حمام الأنف
معتمدية حمام الأنف إحدى معتمديات الجمهورية التونسية، تابعة لولاية بن عروس.